# Petit Ballon
De Petit Ballon is een berg in de Vogezen, gelegen in het departement Haut-Rhin. De top heeft een hoogte van 1272 meter. Op de oostkant en de westkant van de berg bevinden zich herbergen, op de top een Mariabeeld en een uitzendstation voor radio. Er is geen directe weg naar de top. Het bijvoeglijk naamwoord "Petit" (Frans voor klein) wordt gebruikt in contrast met de nabijgelegen grotere berg Grand Ballon.
De Col du Petit Ballon is een 1163 m hoge bergpas tussen Munster en Sondernach.
De Col du Petit Ballon is twee keer opgenomen in het parcours van wielerkoers Ronde van Frankrijk.
Op de top van de Petit Ballon kwamen in de Ronde van Frankrijk als eerste door:
- 2014:  Joaquim Rodríguez
- 2023:  Thibaut Pinot